# Bonn Hauptbahnhof
Bonn Hauptbahnhof ist der wichtigste Bahnhof in der Bundesstadt Bonn an der linken Rheinstrecke und östlicher Endpunkt der Voreifelbahn. Er hat IC-, EC-, ICE und Nachtzug-Verbindungen. Unter dem Bahnhof der Deutschen Bahn hält die Stadtbahn Bonn.
Täglich verkehren im Hauptbahnhof Bonn etwa 75 Fern- und 200 Nahverkehrszüge. Rund 67.000 Reisende nutzen täglich den Bahnhof. Das Empfangsgebäude von 1883–85 steht als Baudenkmal unter Denkmalschutz.

## Geschichte

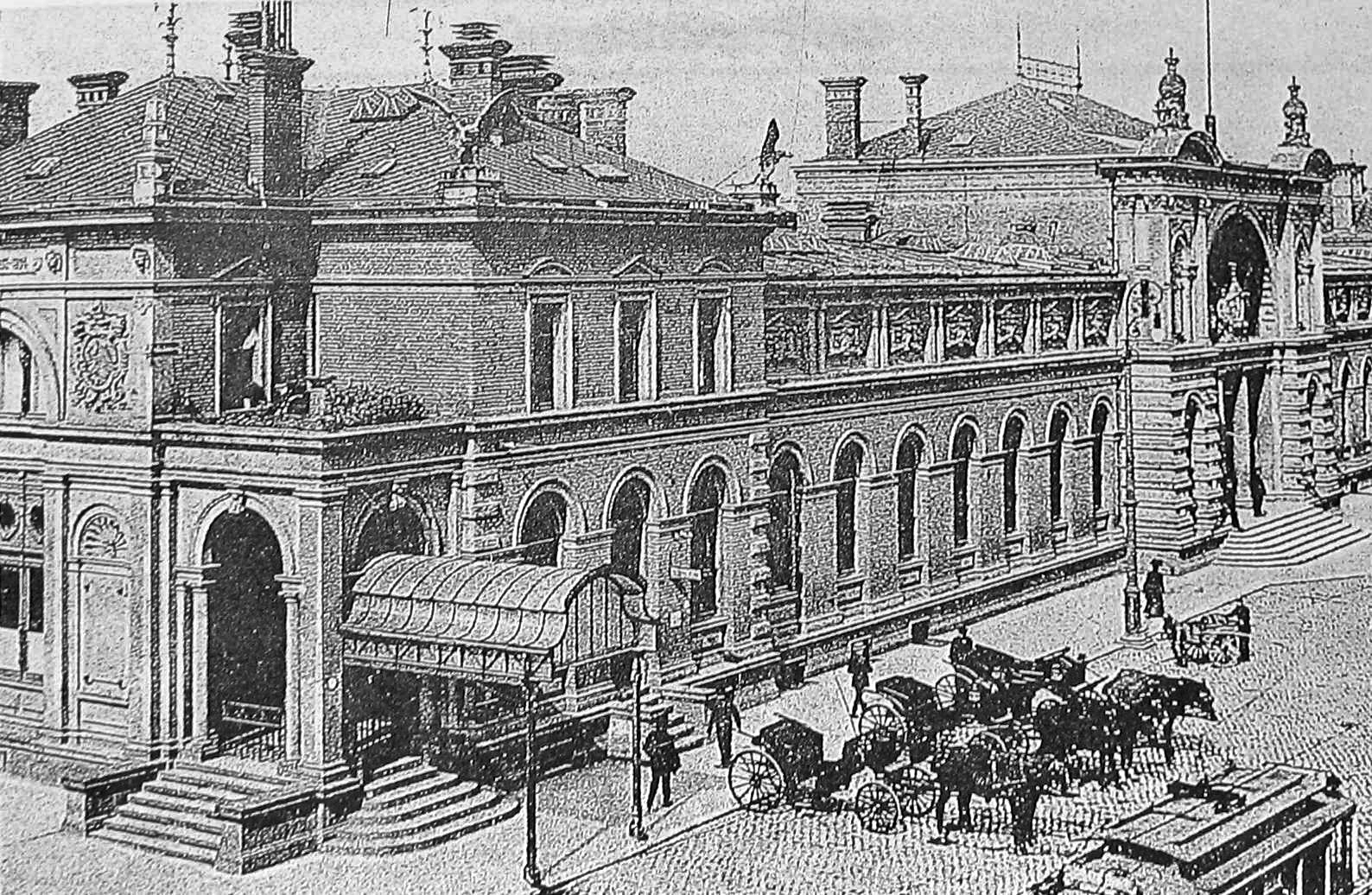
Bonn Hbf um 1900

Der erste Bahnhof in Bonn, etwas weiter südlich als heute an der Poppelsdorfer Allee gelegen, wurde im Jahre 1844 im Zuge des Baus der linken Rheinstrecke zwischen Bonn und Köln durch die Bonn-Cölner Eisenbahn eröffnet. Über zehn Jahre später am 21. Januar 1856 wurde die Verlängerung der linken Rheinstrecke in Richtung Süden von Bonn bis zum Bahnhof Rolandseck in Betrieb genommen. Ab 1870 endete die Trajektbahn auf die rechte Rheinseite am Bahnhof Bonn. Mit der Eröffnung der Voreifelbahn nach Euskirchen im Juni 1880 wurde der Bahnhof endgültig zum Knotenpunkt. Am 1. März 1883 wurde der Grundstein für ein neues Empfangsgebäude gelegt, das nach einem Entwurf des Baumeisters Carl Schellen entstand und im April 1885 eingeweiht wurde; mit der Ausführung und der Durcharbeit der dekorativen Formen war der bauleitende Architekt Traugott Unger betraut.

„Man war in Bonn stolz auf das stattliche Gebäude. In der Tat hatten die Architekten ein gelungenes Bauwerk erstellt. (…) Insgesamt ist der Bahnhof ein geschlossenes Bauwerk in wohlklingenden Rhythmen.“

In den 1930er-Jahren wurde das Bahnhofsgebäude umgebaut – unter anderem 1939 das Obergeschoss zu Wohn- und Lagerzwecken ausgebaut – und dabei im Eingangsportal des Mitteltraktes die ursprünglichen rundbogigen Türen und die Glasmalerei unter dem Triumphbogen entfernt.
Nach dem Zweiten Weltkrieg verzeichnete der Bahnhof ab 1949, als Bonn Bundeshauptstadt wurde, einen signifikanten Bedeutungszuwachs. Viele Politiker, Bundesbedienstete und Verwaltungsangestellte reisten mit der Bahn an, und die amtierenden Bundeskanzler und Bundespräsidenten (beispielsweise Adenauer, Brandt, Heuss und Lübke) nutzten für zahlreiche Reisen ab dem Bonner Hbf den Regierungszug, für welchen 1949 ein eigener Regierungsbahnsteig auf der stadtabgewandten Seite des Bahnhofs errichtet wurde. Dieser befand sich am südöstlichen Ende der Quantiusstraße im Bereich der heutigen „Radstation“ und war mit einer Zufahrt versehen, so dass besonders wichtige bzw. schutzbedürftige Personen mit dem Pkw direkt auf den Bahnsteig gefahren werden konnten.
Über viele Jahre hinweg wurden im Bonner Bahnhof auch Staatsgäste empfangen. Als erstes ausländisches Staatsoberhaupt reiste am 8. November 1954 in einem Sonderzug der äthiopische Kaiser Haile Selassie zu einem Staatsbesuch der noch jungen Bundesrepublik nach Bonn; er wurde dort am geschmückten Gleis 1 von Bundespräsident Heuss begrüßt. Im Laufe der Jahrzehnte verlagerten sich die Reisen der Regierungsmitglieder und Staatsgäste zunehmend von der Schiene auf Straße und Flugzeug, so dass der Regierungsbahnsteig immer seltener benutzt und schließlich beim Bahnhofsumbau von 1991/92 abgerissen wurde.

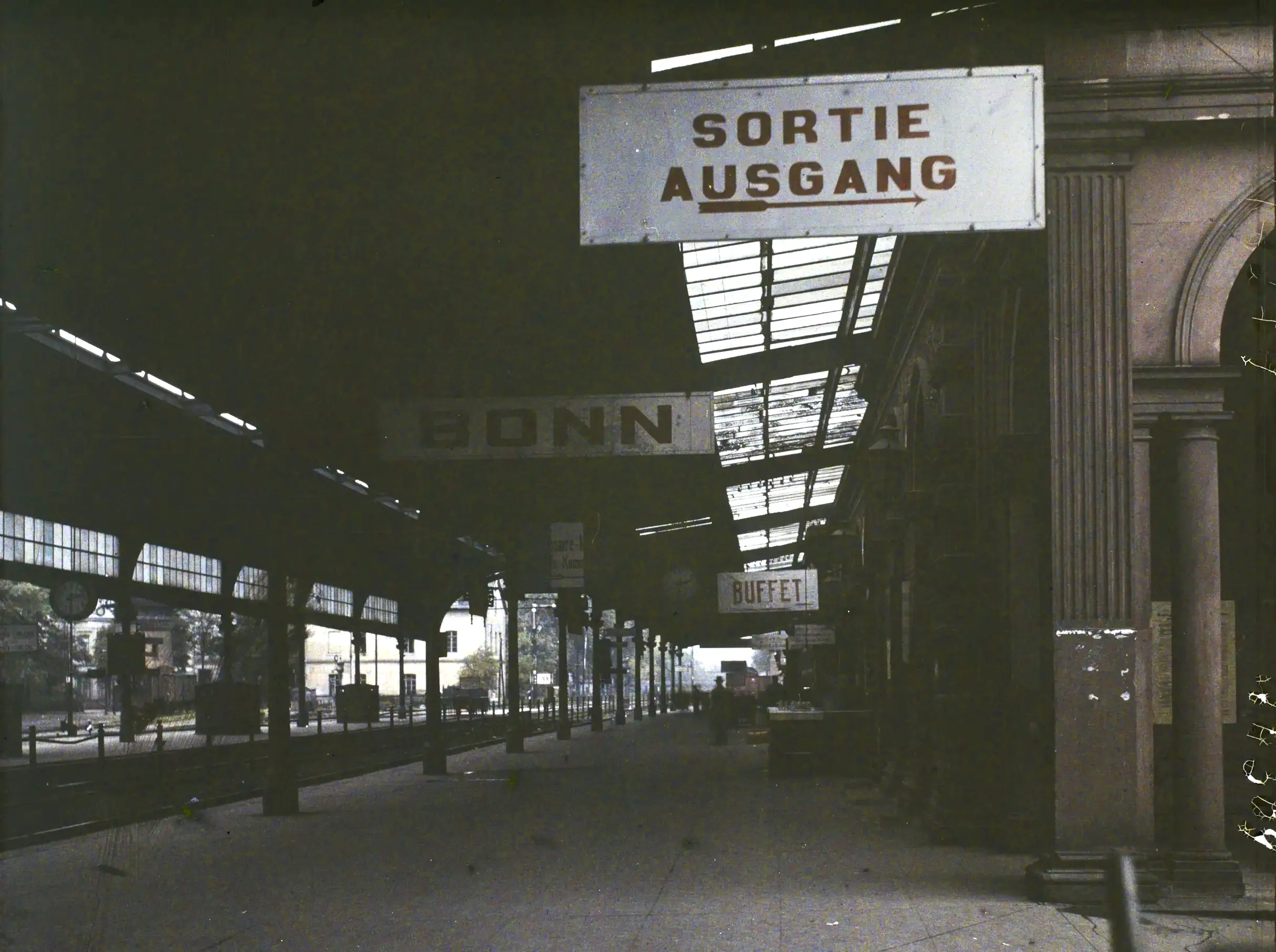
In roter Schrift waren die Bahnhöfe zur Zeit des Regiebetriebs beschriftet.

Nachdem Bonn 1969 durch Eingemeindungen deutlich gewachsen war und nun auch die Bahnhöfe Bad Godesberg, Beuel, Duisdorf, Oberkassel und Mehlem auf Bonner Gebiet lagen, wurde der Bahnhof im Sommer 1971 in Bonn Hauptbahnhof umbenannt. Am 20. Oktober 1976 wurde ein Fußgängertunnel zwischen dem Hauptbahnhof und der neuen Stadtbahnhaltestelle eröffnet, der zugleich auch als Durchgang von der Quantiusstraße in Richtung Innenstadt dient. Ein zusätzlicher, kürzerer Fußgängertunnel zwischen DB-Hauptbahnhof und Stadtbahn wurde ab 1986 im Zuge einer Renovierung des Bahnhofs und seines Umfelds bis 1989 aus Anlass der 2000-Jahr-Feier Bonns errichtet.

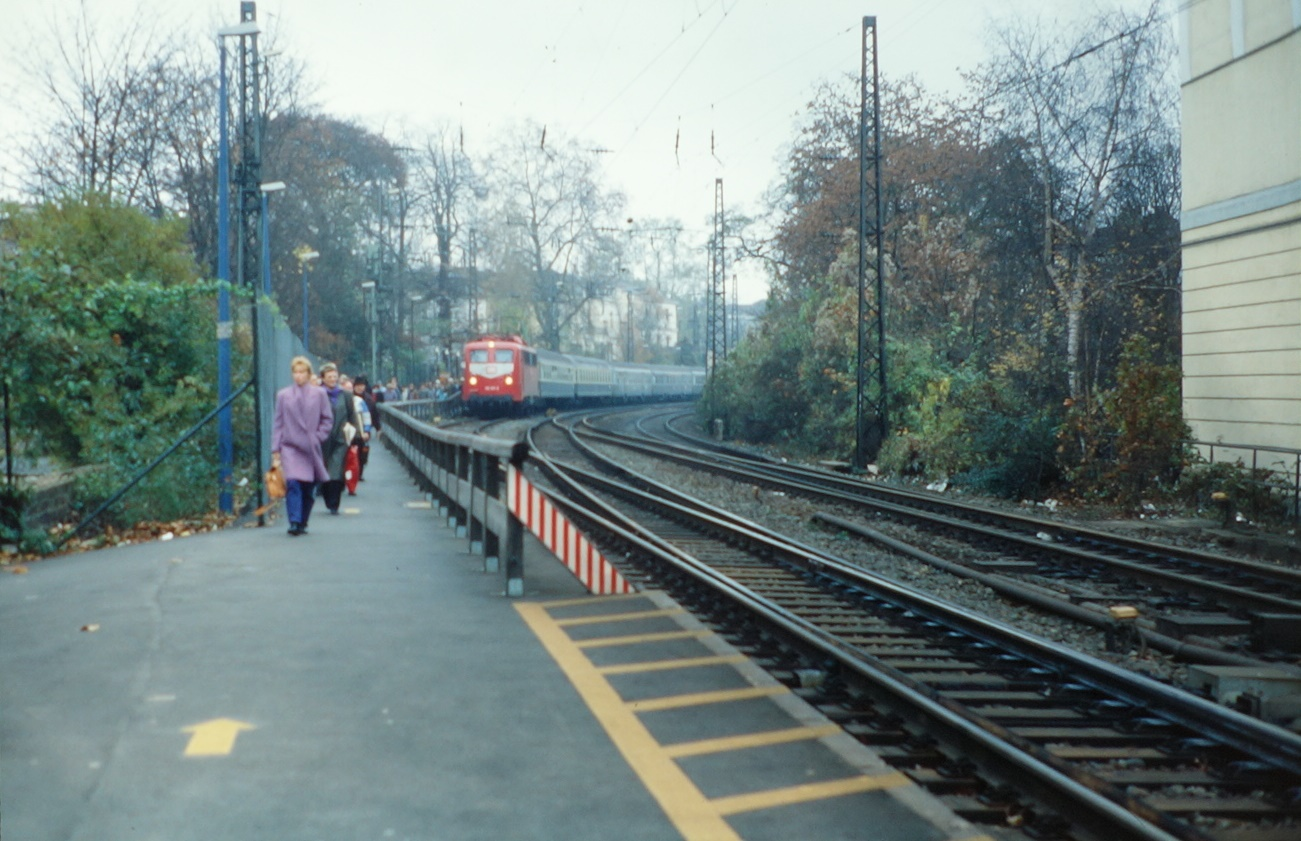
1991–92 diente in Bonn Hbf ein provisorisches Gleis namens 9 Süd als Zwischenlösung zur Überholung von Zügen, hier wartet E 3520 (Koblenz – Wuppertal) auf IC 618 (Stuttgart – Münster)

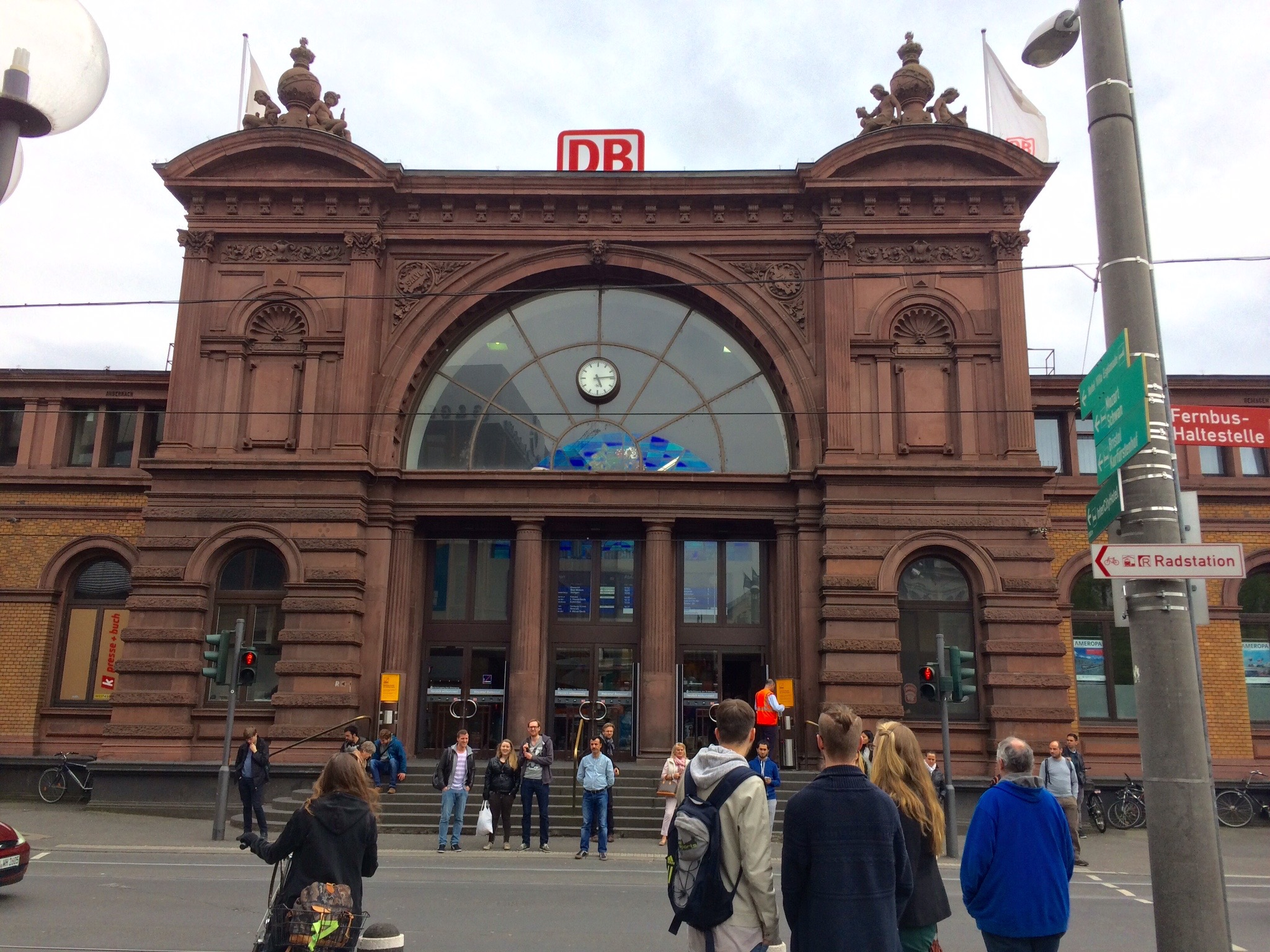
Die Haupthalle des Empfangsgebäudes von der Straßenseite

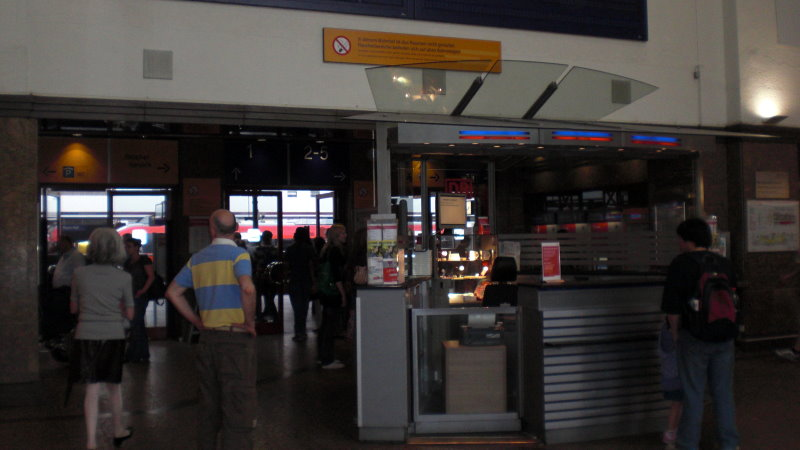
Bahnhofshalle Bonn Hbf, Blick auf den Service Point (2009)

Am 2. Juni 1991 wurde auf der linken Rheinstrecke ein neues und wesentlich dichteres Fahrplankonzept eingeführt. Es beruhte auf Überholungen zwischen Nah- und Fernverkehrszügen in allen Knotenbahnhöfen. Da in Bonn Hbf zu diesem Zeitpunkt für Fahrten nach Norden regulär nur Gleis 1 verfügbar war, wurde provisorisch ein abseits gelegenes Gleis 9 Süd mit Holzbahnsteig errichtet, an welchem die Regionalzüge in Richtung Köln hielten, während IC und IR auf Gleis 1 verkehrten. Auf Bahnsteig 1 waren zahlreiche gelbe Pfeile aufgeklebt, die den Reisenden den überaus weit wirkenden Fußweg nach Gleis 9 Süd wiesen. Dieses Gleis lag auf der Trasse des ehemaligen Trajektgleises nach Oberkassel und verfügte über einen aus Holz zusammengezimmerten Behelfsbahnsteig samt Zugzielanzeiger, der auch von der Kaiserstraße aus am Bahnübergang Königstraße einen offiziellen Zugang hatte. Am 26. Oktober 1992 waren die Erweiterungen der Bonner Gleisanlagen so weit abgeschlossen, dass von da an die Nahverkehrszüge nach Norden von Gleis 2 verkehrten und Gleis 9 Süd samt Weichen und Behelfsbahnsteig anschließend wieder abgebaut wurde. In Richtung Süden verkehrten ab dann die Fernzüge von Gleis 3 (vormals 2) und die ihre Überholung abwartenden Nahverkehrszüge von Gleis 4.
Nordwestlich des Personenbahnhofs bestand als Bahnhofsteil ein heute stillgelegter Güterbahnhof mit kleinem Rangierbahnhof, der zum 12. Dezember 2001 teilweise durch das Eisenbahn-Bundesamt entwidmet und bis heute teilweise zurückgebaut wurde. Die verbliebenen Gleise werden für Überholungen von Güterzügen und als Abstellanlage für wendende Reisezüge und abgestellte Gruppen von Güterwagen genutzt.
Während der Planungsphase der Schnellfahrstrecke Köln–Rhein/Main wurde in den 1980er und frühen 1990er Jahren eine Führung der Neubaustrecke über den Bonner Hauptbahnhof diskutiert. Vorgesehen war dazu eine Untertunnelung der Stadt. Dieser Tunnel sollte in der nördlichen Peripherie beginnen und in 35 m Tiefe unter dem Straßenniveau Zügen den Halt ermöglichen. Nach Unterquerung von Bundesviertel und Rhein sollte die Trasse das Siebengebirge erreichen und von dort auf der von der damaligen Deutschen Bundesbahn favorisierten Variante 0 über Limburg an der Lahn nach Frankfurt (Main) Hauptbahnhof folgen. Die Mehrkosten dieser Variante wurden auf etwa eine halbe Milliarde Euro geschätzt. Darüber hinaus wurde auch eine Führung über den Bahnhof Bonn-Beuel diskutiert. Dabei sollte die Strecke im Logebachtal bei Aegidienberg, nahe der Bundesautobahn 3, in einem 14 Kilometer langen Tunnel gebaut worden. Heute ist Bonn indirekt über den, ab Bonn Hbf per Stadtbahn (Linie 66) erreichbaren, Bahnhof Siegburg/Bonn an die Schnellfahrstrecke angebunden. Trotz dieser an Bonn vorbeiführenden ICE-Strecke ist Bonn Hauptbahnhof nach wie vor ein wichtiger Fernverkehrshalt.
Im Dezember 2012 wurde auf dem Hausbahnsteig (Gleis 1) in einer abgestellten Tasche ein Sprengsatz gefunden. Der Bahnhof wurde daraufhin gesperrt und der gefährliche Gegenstand entschärft.
Im Zuge des Ausbaus und der Aufwertung der Voreifelbahn wurden im zweiten Halbjahr des Jahres 2013 im ehemaligen Bonner Güterbahnhof zwei neue Gleise und sechs neue Weichen verlegt, um die Züge der Voreifelbahn mit den Zügen der linken Rheinstrecke zu entflechten. Nach Vorarbeiten ab Mitte November 2015 wurde das Bahnhofsdach von November 2016 bis November 2020 saniert und dabei auch ein neues Entwässerungssystem installiert und die Oberleitungen sowie die Lautsprecher und Beleuchtungsanlagen erneuert. Die ursprünglich veranschlagten Kosten von 8,7 Millionen Euro erhöhten sich aufgrund eines deutlich schlechteren Zustands des Daches und der Stützen als angenommen auf 33 Millionen Euro.
Am 28. November 2015 fuhr ein Thalys-Sonderzug mit rund 100 Mitarbeitern des in der Bundesstadt Bonn angesiedelten Sekretariats der Klimarahmenkonvention der Vereinten Nationen von Bonn Hauptbahnhof zur UN-Klimakonferenz in Paris.

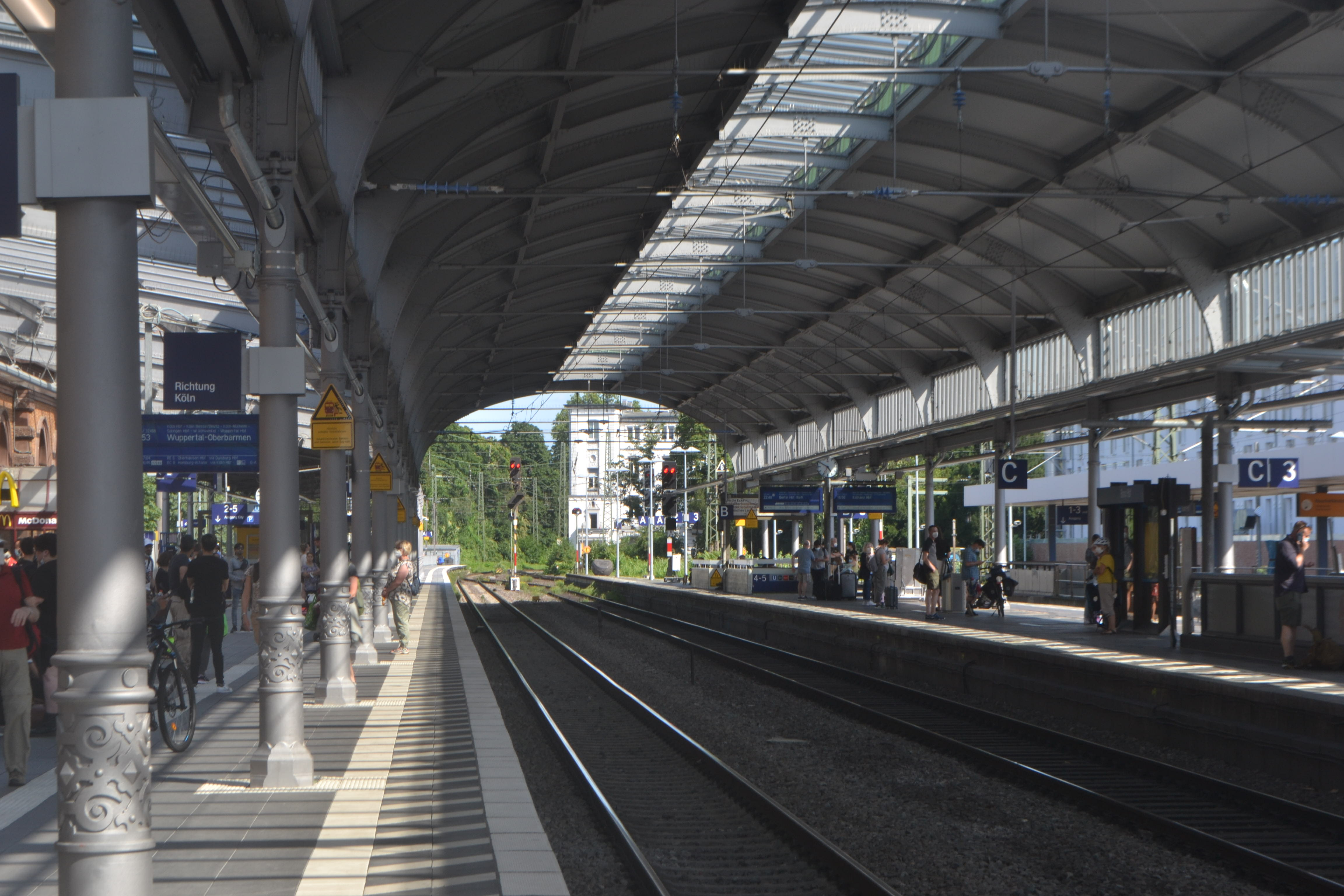
Saniertes Bahnhofsdach (2021)

Ab November 2016 war Gleis 1 aufgrund der Sanierung des Hallendaches gesperrt. Alle normalerweise von Gleis 1 abfahrenden Züge verkehrten seitdem vom Gleis 2. Vor allem in der Hauptverkehrszeit kam es dadurch zu sehr vollen Bahnsteigen, da sich Fahrgäste in Fahrtrichtung Norden und Süden einen Bahnsteig teilen mussten.
Die Bahn versuchte das Problem dadurch zu entschärfen, dass die Nahverkehrszüge an den Gleisen 2 und 3 jeweils bis zum Bahnsteigende fahren, wodurch sie versetzt zueinander standen und die Fahrgastströme entzerrt wurden.
Seit Ende Juli 2017 befanden sich zusätzlich Stahlgerüste für die Oberleitungen auf dem Bahnsteig der Gleise 2 und 3, wodurch dieser zusätzlich verengt wurde. Gleis 1 konnte erst ab Juni 2019 wieder für Nahverkehrszüge genutzt werden. Fernzüge hielten wegen ihrer Länge weiterhin auf Gleis 2.
Seit Fahrplanwechsel 2020/2021 verkehren sämtliche in Richtung Norden fahrenden Züge wieder planmäßig von Gleis 1.
An Gleis 1 befindet sich auch die örtliche Bahnhofsmission, deren drohende Schließung 2019 abgewendet werden konnte.
Am 26. Januar 2020 musste der Bahnhof infolge einer Bombendrohung evakuiert werden.
In Folge des Jahrhunderthochwassers und des Unwetters im Juli 2021 war der Bahnverkehr für mehrere Tage eingestellt. Im Stellwerk war Wasser eingedrungen.

## Rheinuferbahnhof
Direkt neben dem Hauptbahnhof befand sich bis 1985 der Rheinuferbahnhof der Köln-Bonner Eisenbahnen. Im Zuge des Stadtbahnbaus wurde Anfang der 1970er Jahre die vorhandene Bebauung vor dem Bahnhof abgerissen und neu gestaltet. Die Sanierung des Bahnhofsvorplatzes wurde in der Bonner Öffentlichkeit sehr bald Gegenstand heftiger Kontroversen und es gab mehrfach Initiativen zu einer Neugestaltung.

## Bedienung

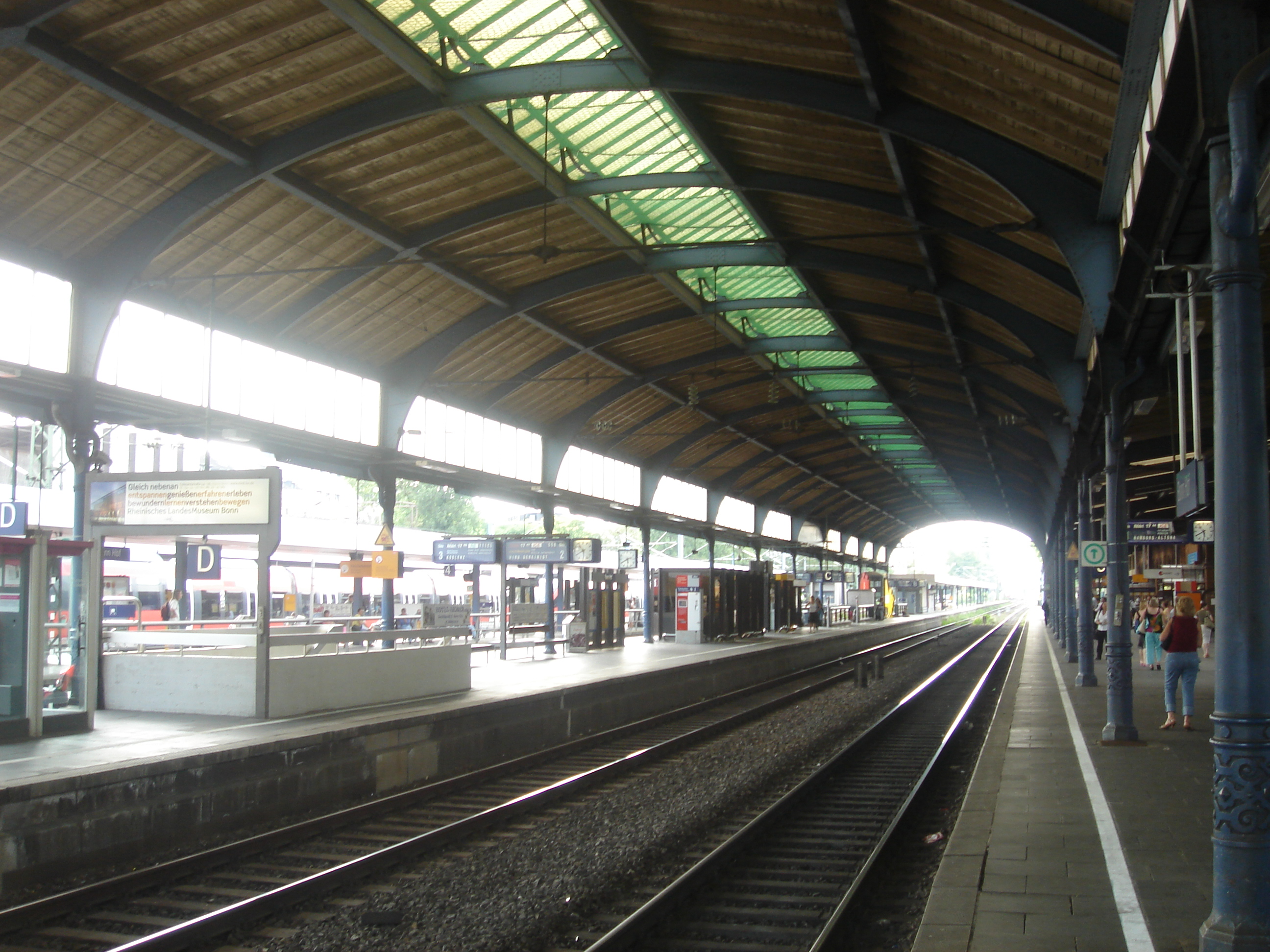
Gleise 1 und 2 unter der alten Halle

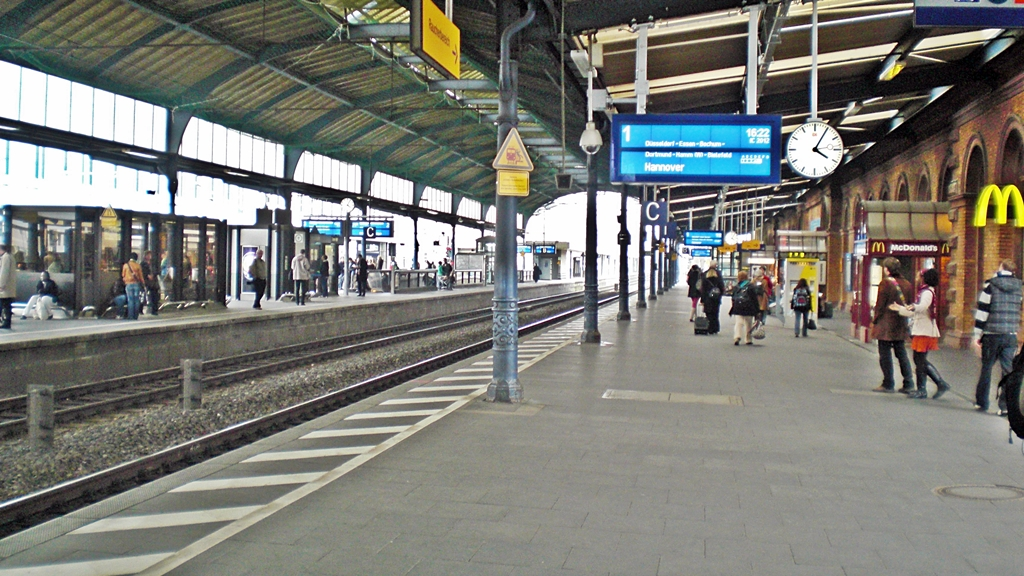
Alte Bahnsteighalle

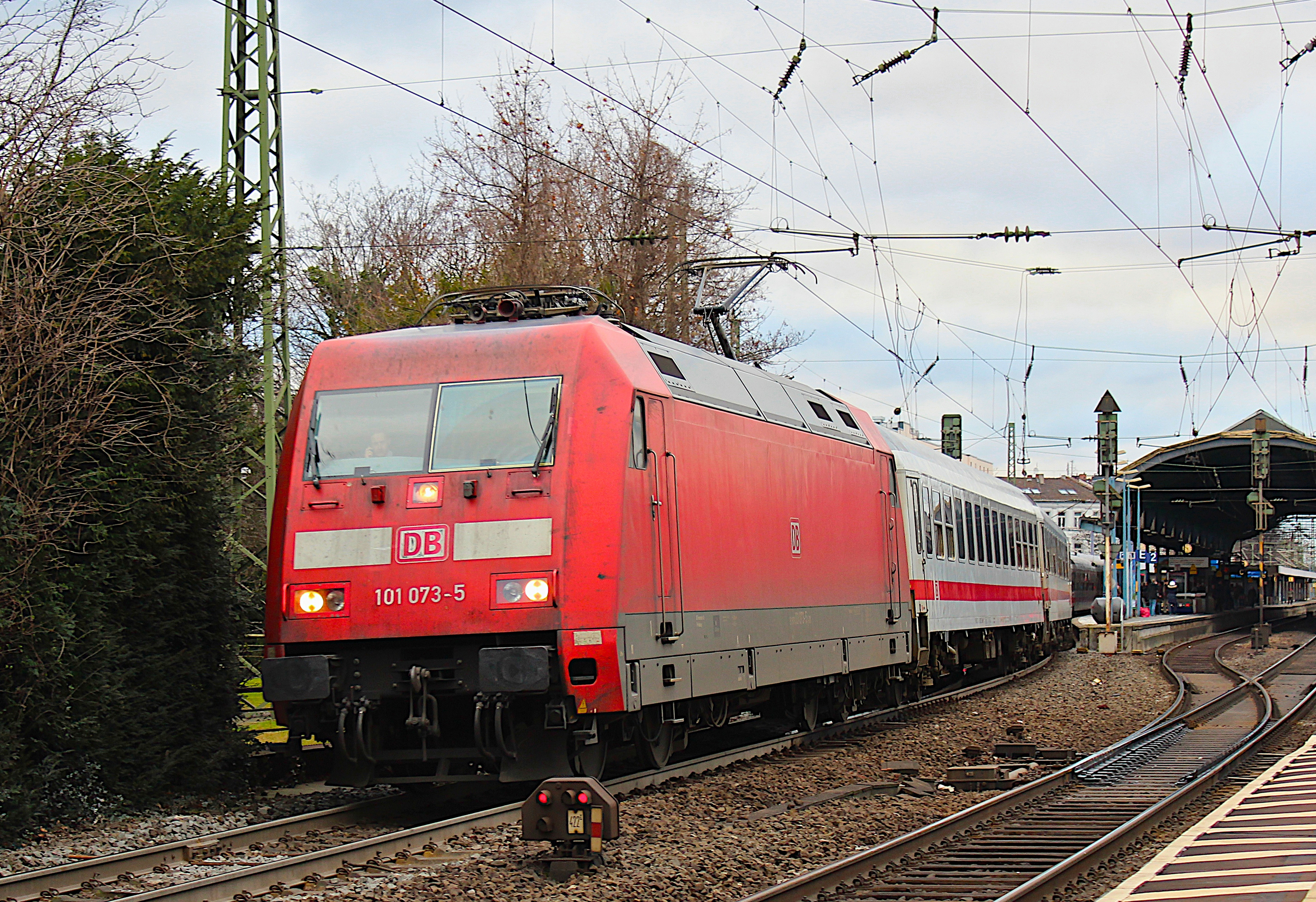
Intercity der DB im Bonner Hauptbahnhof

Der Bonner Hauptbahnhof ist der wichtigste Bahnhof Bonns. Er besitzt fünf Bahnsteiggleise; die Bahnsteige haben eine Höhe von 76 Zentimetern. Ihre Länge beträgt an den Gleisen 1 bis 3 über 400 Meter. Die zwei Bahnsteige an den Gleisen 4 (Mittelbahnsteig) und 5 (Seitenbahnsteig) haben eine Länge von 220 Metern beziehungsweise 255 Meter, daher wird an diesen Gleisen planmäßig kein Fernverkehr abgewickelt.

### Fernverkehr
Täglich halten rund 75 Fernzüge in Bonn Hauptbahnhof und seit Dezember 2021 der ICE-Sprinter von Bonn nach Berlin (einziger Halt Köln Hbf). Der Bahnhof wird von folgenden Linien des SPFV bedient:
| Linie            | Linienverlauf |
| ---------------- | --- |
| ICE 10           | Berlin Gesundbrunnen – Berlin – (Wolfsburg –) Hannover – Bielefeld – Hamm – Hagen – Wuppertal – Köln (– Bonn – Koblenz) |
| IC/EC 30         | Hamburg-Altona – (einzelne Züge Westerland –) Hamburg – Bremen – Münster – Dortmund – Essen – Duisburg – Düsseldorf – Köln – Bonn – Koblenz – Mainz – Mannheim – Heidelberg – Stuttgart (EC-Züge Mannheim – Karlsruhe – Freiburg – Basel – Schweiz) |
| ICE 31           | Hamburg – Dortmund – Hagen – Wuppertal – Solingen – Köln – Bonn – Koblenz – Mainz – Frankfurt Flughafen – Frankfurt (ab dem 15. Dezember 2019 – Hanau – Aschaffenburg – Würzburg – Nürnberg – Regensburg – Passau) / Ingolstadt – München |
| IC/EC 31         | (Lübeck oder Kiel –) Hamburg – Bremen – Münster – Dortmund – Hagen – Wuppertal – Solingen – Köln – Bonn – Koblenz – Mainz – Frankfurt – Hanau – Würzburg – Nürnberg – Passau |
| ICE 32, IC/EC 32 | (Ostseebad Binz –/ Fr/So: Berlin – Hannover – Bielefeld – Hamm –) / (Münster – Recklinghausen –) Dortmund – Essen – Duisburg – Düsseldorf – Köln – Bonn – Remagen – Koblenz – Mainz – Mannheim – Heidelberg – Stuttgart (ein Zugpaar Ulm – Augsburg – München – Salzburg – Klagenfurt, ein Zugpaar Ulm – Lindau-Reutin – Innsbruck, ein Zug Plochingen – Reutlingen – Tübingen) |
| IC 35            | (Norddeich Mole –) Emden – Rheine – Münster – Recklinghausen – Oberhausen – Duisburg – Düsseldorf – Köln – Bonn – Remagen – Koblenz (– Mainz – Mannheim – Stuttgart / Karlsruhe – Offenburg – Singen – Konstanz) |
| IC 37            | Düsseldorf – Köln – Bonn – Koblenz – Cochem – Bullay (DB) – Wittlich – Trier – Wasserbillig – Luxemburg |
| ICE 91           | Dortmund – Bochum – Essen – Duisburg – Düsseldorf – Köln – Bonn – Koblenz – Mainz – Frankfurt Flughafen – Frankfurt – Hanau – Würzburg – Nürnberg – Regensburg – Plattling – Passau – Wels – Linz – St. Pölten – Wien Meidling – Wien |

Seit Dezember 2016 verkehren die Nachtzüge als ÖBB Nightjet.
| Zugnummer | Zuglauf |
| --------- | --- |
| NJ 403    | ÖBB Nightjet Amsterdam – Utrecht – Arnhem – Oberhausen – Duisburg – Düsseldorf – Bonn – Offenburg – Freiburg (Breisgau) – Basel Bad Bf – Basel SBB – Zürich                                        |
| NJ 425    | ÖBB Nightjet Bruxelles-Midi – Bruxelles-Nord – Liège-Guillemins – Aachen – Köln-Ehrenfeld – Bonn – Koblenz – Mainz – Frankfurt (Main) Süd – Erfurt – Halle (Saale) – Berlin Südkreuz – Berlin      |
| NJ 40425  | ÖBB Nightjet Bruxelles-Midi – Bruxelles-Nord – Liège-Guillemins – Aachen – Köln-Ehrenfeld – Bonn – Koblenz – Mainz – München Ost – Rosenheim – Salzburg – Linz – St. Pölten – Wien Meidling – Wien |

Der Hamburg-Köln-Express hielt zwischen Dezember 2015 und August 2016.

### Regional- und S-Bahn-Verkehr

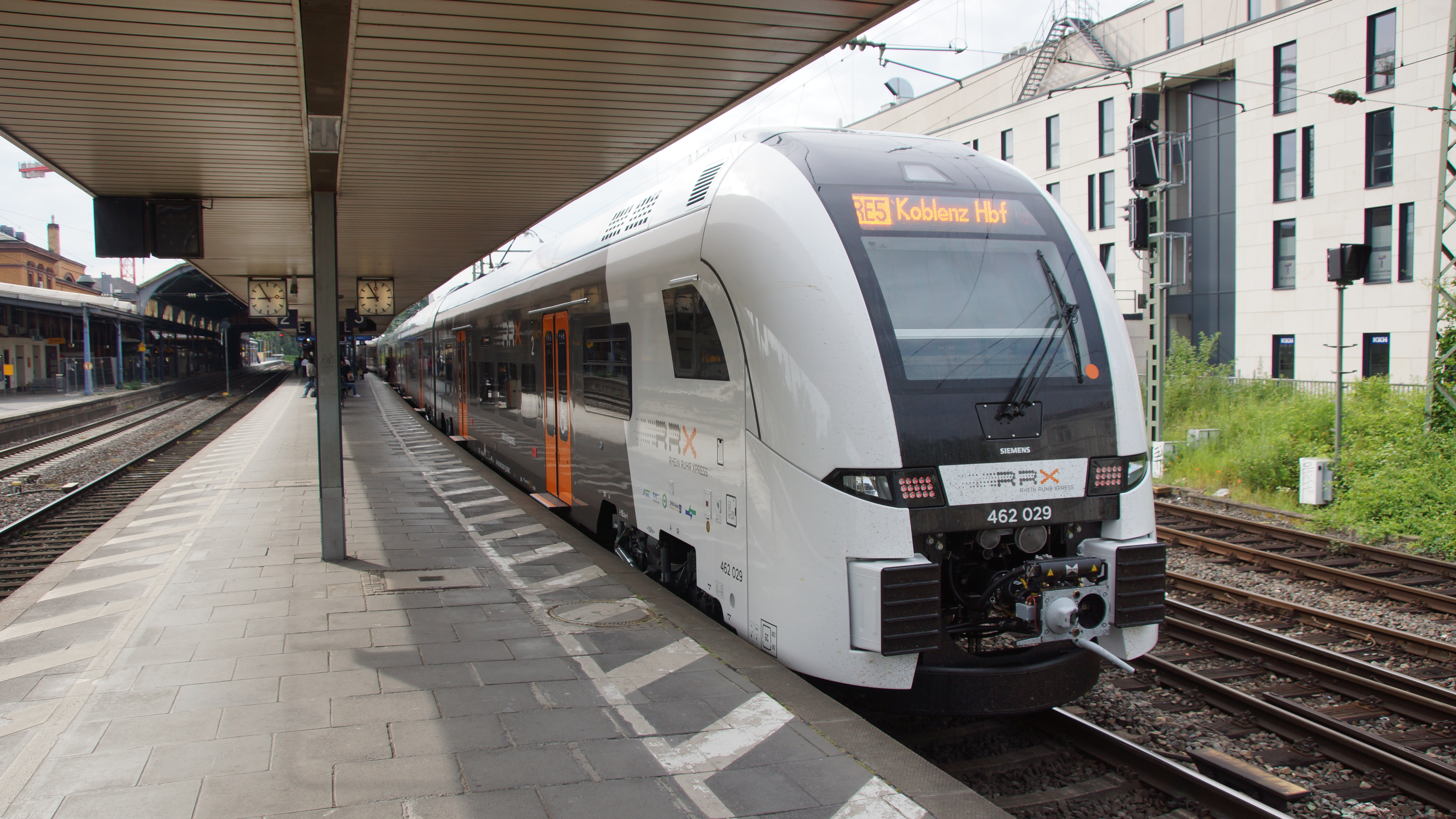
RE 5 (RRX) Richtung Koblenz in Bonn Hbf

Im Schienenpersonennahverkehr wird Bonn Hauptbahnhof von einer Regional-Express-Linie, mehreren Regionalbahn-Linien und einer S-Bahn-Linie bedient:
| Linie      | Zuglauf | Takt                                                                                     |
| ---------- | --- | ---------------------------------------------------------------------------------------- |
| RE 5 (RRX) | Rhein-Express: Wesel – Friedrichsfeld (Niederrhein) (zweistdl.) – Voerde (Niederrhein) – Dinslaken – Oberhausen-Holten (zweistdl.) – Oberhausen-Sterkrade – Oberhausen Hbf – Duisburg Hbf – Düsseldorf Flughafen – Düsseldorf Hbf – Düsseldorf-Benrath – Leverkusen Mitte – Köln-Mülheim – Köln Messe/Deutz – Köln Hbf – Köln Süd – Brühl – Bonn Hbf – Bonn UN Campus – Bonn-Bad Godesberg – Oberwinter – Remagen – Sinzig (Rhein) – Bad Breisig – Andernach – Koblenz Stadtmitte – Koblenz Hbf Stand: Fahrplanwechsel Dezember 2023 | 60 min                                                                                   |
| RB 26      | MittelrheinBahn: (Köln/Bonn Flughafen –) (nur im Nachtverkehr) Köln Messe/Deutz – Köln Hbf – Köln West – Köln Süd – Hürth-Kalscheuren – Brühl – Sechtem – Roisdorf – Bonn Hbf – Bonn UN Campus – Bonn-Bad Godesberg – Bonn-Mehlem – Rolandseck – Oberwinter – Remagen – Sinzig (Rhein) – Bad Breisig – Brohl – Namedy – Andernach – Weißenthurm – Mülheim-Kärlich – Koblenz-Lützel – Koblenz Stadtmitte – Koblenz Hbf – Rhens – Spay – Boppard Hbf – Boppard-Bad Salzig – Boppard-Hirzenach – Sankt Goar – Oberwesel – Bacharach – Niederheimbach – Trechtingshausen – Bingen (Rhein) Hbf – Bingen (Rhein) Stadt – Bingen-Gaulsheim – Gau Algesheim – Ingelheim – Heidesheim (Rheinhessen) – Uhlerborn – Budenheim – Mainz-Mombach – Mainz Hbf Stand: Fahrplanwechsel Dezember 2021 | 60 min                                                                                   |
| RB 30      | Rhein-Ahr-Bahn: Bonn Hbf – Bonn UN Campus – Bonn-Bad Godesberg – Bonn-Mehlem – Oberwinter – Remagen – Bad Bodendorf – Heimersheim – Bad Neuenahr – Ahrweiler – Ahrweiler Markt – Walporzheim (– Dernau – Rech – Mayschoß – Altenahr – Kreuzberg (Ahr) – Ahrbrück) bis Ende 2025 wegen Hochwasserschäden nur bis Walporzheim, der weitere Streckenverlauf bis Ahrbrück ist seit Juli 2021 nicht mehr befahrbar Stand: Fahrplanwechsel Dezember 2021 | 60 min                                                                                   |
| RB 48      | Rhein-Wupper-Bahn: Wuppertal-Oberbarmen – Wuppertal-Barmen – Wuppertal Hbf – Wuppertal-Vohwinkel – Haan-Gruiten – Haan – Solingen Hbf – Leichlingen – Opladen – Leverkusen-Manfort – Köln-Mülheim – Köln Messe/Deutz – Köln Hbf – Köln West – Köln Süd – Hürth-Kalscheuren – Brühl – Sechtem – Roisdorf – Bonn Hbf – Bonn UN Campus – Bonn-Bad Godesberg – Bonn-Mehlem Stand: Fahrplanwechsel Dezember 2021 | 30 min (W-Oberbarmen–Köln) 30 (HVZ)/60 min (Köln–Bonn Hbf) 60 min (Bonn Hbf–Bonn-Mehlem) |
| S 23       | Bonn Hbf – Bonn-Endenich Nord – Bonn Helmholtzstraße – Bonn-Duisdorf – Alfter-Impekoven – Alfter-Witterschlick – (Meckenheim Kottenforst –)* Meckenheim Industriepark – Meckenheim (Bz Köln) – Rheinbach Römerkanal – Rheinbach – Swisttal-Odendorf – Euskirchen-Kuchenheim – Euskirchen ab Euskirchen stündlich Anschluss auf SEV der RB 23 bis Bad Münstereifel; * Züge halten in Kottenforst nur stündlich und nur am Wochenende sowie an Feiertagen bei Bedarf Stand: Fahrplanwechsel Dezember 2023 | 15 min (Bonn–Rheinbach in der HVZ) 30 min                                                |

### Bahnsteigbelegung
In der Regel ist die Belegung der Bahnsteige wie folgt
| Bahnsteig | Gleis | Linie/Richtung                                                           |
| --------- | ----- | ------------------------------------------------------------------------ |
| 1         | 1     | IC/ICE Köln RE 5 Wesel RB 26 Köln Messe/Deutz RB 48 Wuppertal-Oberbarmen |
| 2         | 2     | ICE Köln – Berlin RB 48 Wuppertal-Oberbarmen (HVZ)                       |
| 2         | 3     | IC/ICE Koblenz RE 5 Koblenz RB 26 Mainz RB 48 Bonn-Mehlem                |
| 3         | 4     | RB 30 Walporzheim – (Ahrbrück) RB 48 Wuppertal-Oberbarmen (HVZ)          |
| 4         | 5     | S 23 Euskirchen                                                          |

Die HVZ-Verstärker der RB 48 weichen auf Gleis 4 aus, wenn in der gleichen Stunde ein ICE von/nach Berlin wendet.
Im Nachtverkehr kommt es zu einzelnen Abweichungen der Gleisbelegung.

## Planungen
Das veraltete Hallendach des Bonner Hauptbahnhofes sollte zwischen 2016 und 2019 komplett saniert werden. Das Hallendach wurde zu einer Firma ins Ruhrgebiet geschickt, dort restauriert und modernisiert. Die Bauarbeiten sollten drei Jahre dauern, Beginn war der Herbst 2016, jedoch dauerten die Bauarbeiten am Hallendach bis Oktober 2020 an. Bis 2021 soll der Bodenbelag komplett erneuert werden. Im Jahre 2019 wurde ein Teil des Bahnsteigs wieder eröffnet, mit neuem Belag und neuer Beleuchtung. Fernverkehrszüge konnten jedoch Gleis 1 weiterhin nicht anfahren, da der eröffnete Bahnsteigabschnitt nicht lang genug ist. Zu einem Bürokomplex, der in unmittelbarer Nähe von Gleis 1 steht, wurde eine Brücke gebaut, welche Gleis 1 und den Bürokomplex verbindet. Die Brücke wurde Anfang Dezember 2020 fertig gestellt und im Frühjahr 2021 eröffnet.
Es war geplant, dass über eine neue Rheinbrücke zwischen Niederkassel und Wesseling/Köln-Godorf Züge vom Bonner Hauptbahnhof direkt bis zum Bahnhof Köln/Bonn Flughafen fahren. Somit gäbe es eine weitere Verbindung der linken und der rechten Rheinstrecke, sodass der Bahnhof Bonn-Beuel nicht der einzige Einstiegsort innerhalb Bonns wäre, um den Flughafen zu erreichen. Im Bundesverkehrswegeplan 2030 ist festgestellt, dass die Erbauung der Rheinbrücke nicht vorrangig ist. Aus diesem Grund werden die erforderlichen finanziellen Mittel bis 2030 für dieses Projekt nicht zur Verfügung gestellt.
Des Weiteren soll der Bonner Hauptbahnhof von mindestens einer weiteren S-Bahn-Linie angefahren werden. Sie soll Köln und Bonn verbinden und den wachsenden Pendlerstrom auffangen. Dafür müssen jedoch neue S-Bahn-Gleise errichtet werden, da die bisherigen Gleise bereits überlastet sind. Die S-Bahn soll dann im 20-Minuten-Takt verkehren.

## Stadtbahn – Bonn Hauptbahnhof (tief)
Unterhalb des Bahnhofsgebäudes befindet sich ein U-Bahnhof der Bonner Stadtbahn. Die viergleisige Station wurde im April 1979 eröffnet – vier Jahre nach dem anschließenden Tunnel in Richtung Bad Godesberg. Der U-Bahnhof ist als unterirdischer Kreuzungspunkt einer Nord-Süd-Achse mit einer Ost-West-Achse konzipiert und wird täglich von etwa 50.000 Fahrgästen frequentiert. Nach Norden sind zwei Zulaufstrecken (nach Bonn West und zum Stadthaus) vorhanden, nach Süden existieren Anschlüsse für drei Strecken (Richtung Universität/Markt, nach Dottendorf sowie für die früher unterirdisch geplante Westbahn). Züge in Nord-Süd-Richtung sollten hier Züge in Ost-West-Richtung höhenfrei am selben Bahnsteig kreuzen können. Da von den drei südlichen Anschlüssen nur einer realisiert ist, wirkt die Anlage etwas überdimensioniert. Der Tunnelstutzen in Richtung Dottendorf wird als Wendeanlage genutzt, der für die Westbahn bis 2022 zum Abstellen des letzten in Bonn verbliebenen Achtachsers. Die vier Gleise liegen an zwei Mittelbahnsteigen, wobei ursprünglich die Ost-West-Linien (Achse B) an den inneren und die Nord-Süd-Linien (Achse A) an den äußeren Gleisen halten sollten. Am westlichen Zugang zum U-Bahnhof an der Thomas-Mann-Straße besteht eine direkte Anbindung an die Straßenbahnstrecke nach Dottendorf (Linien 61 und 62).
Der U-Bahnhof ist nach damaligen Maßstäben futuristisch gestaltet, wobei die Farben silbergrau (Decken und Außenwände) und blau (Boden und Innenwände) dominieren. An den Außenwänden befindet sich die sogenannte Kunstschiene Bonn, die vom Maler Heinz-Joachim Szymczak initiiert sowie durchgeführt und im März 1999 eröffnet wurde. Sie umfasst die Logos von Metros aus aller Welt, an den Innenwänden angebrachte Symbole der Weltreligionen und Kinderbilder verschiedener Gottheiten. Zudem ist der U-Bahnhof als Schutzbunker für ABC-Notfälle vorgesehen. Er besitzt eine eigene Wasser- und Stromversorgung sowie sanitäre Einrichtungen (Toiletten und Duschen). Jedoch werden nur minimale Instandhaltungsarbeiten durchgeführt, weshalb diese Zivilschutzeinrichtung derzeit nicht nutzbar ist.
Ursprünglich befanden sich nur an den Außengleisen Hochbahnsteige. Da an den Innengleisen auch eine Straßenbahnlinie endete, gab es dort Flachbahnsteige, die für eine spätere Anhebung vorbereitet waren. Nach der Einstellung der Straßenbahnlinie 64 wurden die Innenbahnsteige 1998 an einem Wochenende angehoben. Dabei blieb ein Drittel des Bahnsteigs auf der ursprünglichen Höhe, um dort bei Störungen auch weiterhin Straßenbahnwagen verkehren lassen zu können. Dies war möglich, da die Haltestelle über 100 Meter lang ist, die eingesetzten B-Wagen-Doppeltraktionen jedoch nur knapp 60 Meter. Der bisher barrierefrei nur von der Quantiusstraße und vom DB-Hauptbahnhof aus erreichbare U-Bahnhof soll zukünftig mit zwei (weiteren) Aufzugsanlagen ausgestattet werden (Stand: Mai 2020).
Zwischen der Einweihung des Stadtbahntunnels 1975 und der Fertigstellung der Stadtbahnstation 1979 endeten die Stadtbahnen an einer eingleisigen provisorischen Haltestelle Am Hauptbahnhof, die sich im Gleisvorfeld des heutigen Hauptbahnhofs unter dem ZOB befand. Nach der Aufnahme des Stadtbahn-Vorlaufbetriebes nach Köln (Linie 16) war diese Anlage Grund vieler Verspätungen im Netz. Die zum U-Bahnhof gehörende zweigleisige Wendeanlage, die südlich unter dem ZOB gelegen ist und im September 1980 in Betrieb genommen wurde, stellt den tiefsten Punkt der Bonner U-Bahn dar.
| Linie | Linienverlauf | Takt                                                                                              |
| ----- | --- | ------------------------------------------------------------------------------------------------- |
| 16    | Niehl – Amsterdamer Straße/Gürtel – U Reichenspergerplatz – U Ebertplatz – U Breslauer Platz/Hbf – U Dom/Hbf – U Appellhofplatz (Breite Straße) – U Neumarkt – Barbarossaplatz – Chlodwigplatz – Ubierring – Marienburg – Rodenkirchen – Sürth – Godorf – Wesseling Nord – Wesseling – Wesseling Süd – Urfeld – Widdig – Uedorf – Hersel – Tannenbusch Mitte – Tannenbusch Süd – Propsthof Nord – Bonn West – U Bonn Hbf – U Universität/Markt – U Juridicum – U Bundesrechnungshof/Auswärtiges Amt – U Museum Koenig – U Heussallee/Museumsmeile – Ollenhauerstraße – Olof-Palme-Allee – Max-Löbner-Straße/Friesdorf – Hochkreuz/Deutsches Museum Bonn – U Wurzerstraße – U Plittersdorfer Straße – U Bonn-Bad Godesberg Bf – U Bad Godesberg Stadthalle                                                                          | 10 min                                                                                            |
| 18    | Thielenbruch – Dellbrück – Holweide – Buchheim – U Bf Mülheim – U Mülheim Wiener Platz – Zoo/Flora – U Reichenspergerplatz – U Ebertplatz – U Breslauer Platz/Hbf – U Dom/Hbf – U Appellhofplatz (Breite Straße) – U Neumarkt – Barbarossaplatz – Eifelwall – Klettenberg – Efferen – Hürth-Hermülheim – Fischenich – Brühl-Vochem – Brühl Mitte – Badorf – Schwadorf – Walberberg – Merten – Waldorf – Dersdorf – Bornheim – Roisdorf West – Alfter – Dransdorf – Bonn West – Bonn Hbf | 20 min                                                                                            |
| 63    | Tannenbusch Mitte – Tannenbusch Süd – Propsthof Nord – Bonn West – Bonn Hbf – Universität/Markt – Juridicum – Bundesrechnungshof/Auswärtiges Amt – Museum Koenig – Heussallee/Museumsmeile – Ollenhauerstraße – Olof-Palme-Allee – Max-Löbner-Straße/Friesdorf – Hochkreuz/Deutsches Museum Bonn – Wurzerstraße – Plittersdorfer Straße – Bad Godesberg Bf – Bad Godesberg Stadthalle | 10 min                                                                                            |
| 66    | U Siegburg/Bonn Bf – Sankt Augustin-Mülldorf – Sankt Augustin Zentrum/Hochschule Bonn-Rhein-Sieg – Sankt Augustin Kloster – Sankt Augustin Ort – Hangelar Ost – Hangelar Mitte – Hangelar West – Vilich-Müldorf – Vilich – Adelheidisstraße – Konrad-Adenauer-Platz – Bertha-von-Suttner-Platz/Beethovenhaus – Stadthaus – U Bonn Hbf – U Universität/Markt – U Juridicum – U Bundesrechnungshof/Auswärtiges Amt – U Museum Koenig – U Heussallee/Museumsmeile – Ollenhauerstraße – Olof-Palme-Allee – Robert-Schuman-Platz – Rheinaue – U Ramersdorf – Oberkassel Nord – Oberkassel Mitte – Oberkassel Süd/Römlinghoven – Oberdollendorf Nord – Oberdollendorf – Longenburg/CJD Königswinter – Königswinter Clemens-August-Straße – Königswinter Fähre – Königswinter Denkmal – Rhöndorf – Bad Honnef Am Spitzenbach – Bad Honnef | 10 min (Siegburg–Ramersdorf) 10/20 min (Ramersdorf–Königswinter) 20 min (Königswinter–Bad Honnef) |
| 67    | U Siegburg/Bonn Bf – Sankt Augustin-Mülldorf – Sankt Augustin Zentrum/Hochschule Bonn-Rhein-Sieg – Sankt Augustin Kloster – Sankt Augustin Ort – Hangelar Ost – Hangelar Mitte – Hangelar West – Vilich-Müldorf – Vilich – Adelheidisstraße – Konrad-Adenauer-Platz – Bertha-von-Suttner-Platz/Beethovenhaus – Stadthaus – U Bonn Hbf – U Universität/Markt – U Juridicum – U Bundesrechnungshof/Auswärtiges Amt – U Museum Koenig – U Heussallee/Museumsmeile – Ollenhauerstraße – Olof-Palme-Allee – Max-Löbner-Straße/Friesdorf – Hochkreuz/Deutsches Museum Bonn – U Wurzerstraße – U Plittersdorfer Straße – U Bad Godesberg Bf – U Bad Godesberg Stadthalle | zwei Fahrten (morgens an Schultagen)                                                              |
| 68    | Bornheim – Roisdorf West – Alfter – Dransdorf – Bonn West – U Bonn Hbf – U Universität/Markt – U Juridicum – U Bundesrechnungshof/Auswärtiges Amt – U Museum Koenig – U Heussallee/Museumsmeile – Ollenhauerstraße – Olof-Palme-Allee – Robert-Schuman-Platz – Rheinaue – U Ramersdorf | einzelne Fahrten (Mo–Fr an Werktagen)                                                             |

## Straßenbahn
An der oberirdischen Haltestelle Hauptbahnhof verkehren die Straßenbahnlinien 61 und 62.
| Linie | Linienverlauf                                                                                   | Takt   |
| ----- | ----------------------------------------------------------------------------------------------- | ------ |
| 61    | Auerberg – Stadthaus – Bonn Hbf – Dottendorf                                                    | 10 min |
| 62    | Dottendorf – Bonn Hbf – Stadthaus – Bonn-Beuel Bf. – Limperich – U Ramersdorf – Bonn-Oberkassel | 10 min |

## Bundespolizeirevier
Am Nordende des Bahnhofsgebäudes an Gleis 1 befindet sich in einem Anbau ein die bahnpolizeilichen Aufgaben wahrnehmendes Bundespolizeirevier. Die Beamten sind auch im Bundespolizeirevier in Siegburg präsent. Aufgrund der Renovierungsbedürftigkeit und unzureichenden Ausstattung der Wache gibt es bereits seit 2008 Gespräche zwischen Bundespolizei und der DB Station&Service als Eigentümerin über ihre Instandsetzung und Modernisierung. Nachdem diese zunächst Anfang 2009 begonnen werden sollte, bestanden seit 2012 Pläne für einen Ersatz durch ein neu zu errichtendes „Haus der Sicherheit“, welches das Bundespolizeirevier und die von der Stadt Bonn und der Landespolizei getragene Einrichtung aufnehmen sollte. Diese befand sich unter dem Namen Gemeinsame Anlaufstelle Bonn-Innenstadt (GABI) bis Anfang 2017 im Tiefgeschoss der Südüberbauung des Bahnhofsvorplatzes und ist derzeit in der nahegelegenen Cassius-Bastei beheimatet. Die Realisierung des Projekts „Haus der Sicherheit“ wurde 2013 grundsätzlich vereinbart, aber nach einer mehrjährigen Verzögerung im Mai 2017 aus finanziellen Gründen – es wäre ein Baukostenzuschuss seitens der Stadt notwendig geworden – aufgegeben.

## Trivia
In den 1970er-Jahren brachten die Modelleisenbahn-Zubehör-Firmen Faller und Kibri Modelle des Bahnhofs für die Spur H0 auf den Markt, Faller auch für Spur N. Sie gelten inzwischen als Klassiker und sind heute immer noch erhältlich.